# Brycinus minutus
Brycinus minutus är en fiskart som först beskrevs av Hopson 1982.  Brycinus minutus ingår i släktet Brycinus och familjen Alestidae. IUCN kategoriserar arten globalt som livskraftig. Inga underarter finns listade.